# Intres (Unternehmen)
Intres BV (Internationales Handelsmanagement Support) ist eine niederländische Einzelhandelsorganisation mit Sitz in Hoevelaken. Das Unternehmen bietet verschiedene Dienstleistungen für Besitzer von Geschäften und ist Franchisegeber von Marken wie Intersport, Livera und Libris.
Intres BV nimmt in Bezug auf Einkommen und Zahl der Beschäftigten für 2005 und 2006 den 100. Platz in der Liste der niederländischen Unternehmen ein.
Die Aktivitäten der Intres lassen sich in vier Bereiche Mode, Wohnen, Intersport Niederlande und Medien aufteilen. Diese vier Komponenten verwalten Marken wie Livera, First Lady, Lin-o-Lux, Garant Möbel, Intersport, Coach, BLZ und Libris. Die Mitglieder profitieren vom Kaufvorteil.
Zusätzlich zu den Marken-Unternehmen bietet Intres auch zentrale Dienste wie Marketing an. Die meisten Gruppen der Einzelhändler innerhalb Intres kooperieren bei der Entwicklung von Verbraucher-Websites.

## Ergebnisse
Im Jahr 2007 hatte Intres 1237 Mitglieder mit 1874 Filialen. Intres organisiert die zentrale Zahlung für 2419 Unternehmen. Die Einnahmen 2007 belief sich auf 975 Millionen Euro.

## Geschichte
Das Unternehmen entstand 1992 als Zusammenschluss mehrerer Vorgängerunternehmen, die sich teilweise bis zum Jahr 1918 zurückverfolgen lassen.